# Obratna matrika
Obratna matrika (oznaka {\displaystyle A^{-1}\,} za matriko {\displaystyle A\,}) (tudi inverzna matrika, nesingularna matrika, nedegenerirana matrika ali invertibilna materika) neke kvadratne matrike {\displaystyle A\,} je takšna matrika, ki pri množenju z matriko {\displaystyle A\,} daje enotsko matriko:
{\displaystyle A\cdot A^{-1}=I\!\,,}
kjer je:
- {\displaystyle I\,} enotska matrika reda n (razsežnosti {\displaystyle n\times n\,})
- {\displaystyle A^{-1}\,} obratna matrika matrike {\displaystyle A\,}.

Velja tudi:
{\displaystyle \mathbf {AB} =\mathbf {BA} =\mathbf {I} \!\,.}
Matrike, ki imajo obratno matriko, so obrnljive. Matrika je obrnljiva samo, če je nesingularna. Nekvadratne matrike nimajo obratne matrike ({\displaystyle m\neq n\,}). V nekaterih primerih se lahko določi levo in desno obratno matriko. Kadar ima matrika {\displaystyle A\,} razsežnost {\displaystyle m\times n\,} in je njen rang enak {\displaystyle n\,}, potem ima matrika {\displaystyle A\,} levo obratno matriko, tako da velja {\displaystyle B.A=I\,}, in ima matrika {\displaystyle B\,} razsežnost {\displaystyle n\times m\,}. Kadar pa ima matrika {\displaystyle A\,} rang enak {\displaystyle m\,}, potem ima desno obratno matriko {\displaystyle B\,} z {\displaystyle n\times m\,}, tako da je {\displaystyle A.B=I\,}.

## Lastnosti obratne matrike
- {\displaystyle \det(A^{-1})={\frac {1}{\det A}}\!\,,}

kjer je:
{\displaystyle \det A\,} determinanta matrike {\displaystyle A\,}
- {\displaystyle (AB)^{-1}=B^{-1}A^{-1}\!\,} za poljubni dve obrnljivi matriki {\displaystyle A\,} in {\displaystyle B\,}

- {\displaystyle (A^{\mathrm {T} })^{-1}=(A^{-1})^{\mathrm {T} }\!\,,}

kjer je:
{\displaystyle A^{\mathrm {T} }\!\,} transponirana matrika
- {\displaystyle (kA)^{-1}=k^{-1}A^{-1}\!\,} za poljubni koeficient {\displaystyle k\neq 0\,}

- {\displaystyle \left(\mathbf {A} ^{-1}\right)^{-1}=\mathbf {A} \!\,}

- {\displaystyle \left(k\mathbf {A} \right)^{-1}=k^{-1}\mathbf {A} ^{-1}\!\,} za poljubni od nič različni skalar {\displaystyle k\,}

- {\displaystyle (\mathbf {A} ^{\mathrm {T} })^{-1}=(\mathbf {A} ^{-1})^{\mathrm {T} }\!\,}

- za obrnljivi matriki {\displaystyle A\,} in {\displaystyle B\,} z {\displaystyle n\times n\,} velja:

{\displaystyle \left(\mathbf {AB} \right)^{-1}=\mathbf {B} ^{-1}\mathbf {A} ^{-1}\!\,}. Bolj splošno se lahko tudi napiše, če so {\displaystyle A_{1},\cdots ,A_{k}\,} obrnljive {\displaystyle n\times n\,} matrike, potem je {\displaystyle \left(\mathbf {A_{1}A_{2}\cdots A_{k}} \right)^{-1}=\mathbf {A} _{k}^{-1}\mathbf {A} _{k-1}^{-1}\cdots \mathbf {A} _{1}^{-1}\,}
- {\displaystyle \det(\mathbf {A} ^{-1})=\det(\mathbf {A} )^{-1}\!\,.}

## Določanje obratne matrike

### Cramerjevo pravilo
Za določitev obratne matrike se najprej napiše matriko kofaktorjev (adjungirana matrika):
{\displaystyle \mathbf {A} ^{-1}={1 \over {\begin{vmatrix}\mathbf {A} \end{vmatrix}}}\left(\mathbf {C} ^{\mathrm {T} }\right)_{ij}={1 \over {\begin{vmatrix}\mathbf {A} \end{vmatrix}}}\left(\mathbf {C} _{ji}\right)={1 \over {\begin{vmatrix}\mathbf {A} \end{vmatrix}}}{\begin{pmatrix}\mathbf {C} _{11}&\mathbf {C} _{21}&\cdots &\mathbf {C} _{n1}\\\mathbf {C} _{12}&\mathbf {C} _{22}&\cdots &\mathbf {C} _{n2}\\\vdots &\vdots &\ddots &\vdots \\\mathbf {C} _{1n}&\mathbf {C} _{2n}&\cdots &\mathbf {C} _{nn}\end{pmatrix}}\!\,,}
kjer je:
- {\displaystyle |A|\,} determinanta matrike {\displaystyle A\,}
- {\displaystyle C_{ij}\,} elementi matrike kofaktorjev
- {\displaystyle C^{\mathrm {T} }\,} transponirana matrika

### Gauss-Jordanova eliminacija
Gauss-Jordanova eliminacija omogoča ugotoviti, če je neka matrika obrnljiva in določiti tudi obratno matriko. Uporablja se samo za kvadratne matrike. V postopku se najprej dano matriko poveča z enotsko matriko istega reda (dobi se obliko {\displaystyle AI\,}). Nato se z enostavnimi matričnimi operacijami matriko privede v obliko {\displaystyle IA^{-1}\,} (na levi strani je enotska matrika, na desni pa obratna matrika prvotne). Obratno matriko se prebere na desni strani nastale matrike. Podobna metoda se uporablja tudi za reševanje sistema linearnih enačb (Gaussova eliminacijska metoda). 

### Obratna matrika matrike2×2{\displaystyle 2\times 2}
Obratno matriko matrike z razsežnostjo{\displaystyle 2\times 2\,} se lahko dobi na naslednji način:
{\displaystyle \mathbf {A} ^{-1}={\begin{bmatrix}a&b\\c&d\end{bmatrix}}^{-1}={\frac {1}{ad-bc}}{\begin{bmatrix}\,\,\,d&\!\!-b\\-c&\,a\end{bmatrix}}.}

### Obratna matrika matrike3×3{\displaystyle 3\times 3}
Obratno matriko v primeru, da se obravnava matriko z razsežnostjo {\displaystyle 3\times 3\,} pa se dobi iz:
{\displaystyle \mathbf {A} ^{-1}={\begin{bmatrix}a&b&c\\d&e&f\\g&h&k\end{bmatrix}}^{-1}={\frac {1}{Z}}{\begin{bmatrix}\,A&\,D&\,G\\\,B&\,E&\,H\\\,C&\,F&\,K\end{bmatrix}}\!\,,}
kjer je: 
- {\displaystyle Z=a(ek-fh)+b(fg-kd)+c(dh-eg)\,} determinanta dane matrike

Če je {\displaystyle Z\,} različen od 0, je matrika obrnljiva in ima naslednje elemente (glej zgoraj):
{\displaystyle {\begin{matrix}A=(ek-fh)&D=(ch-bk)&G=(bf-ce)\\B=(fg-dk)&E=(ak-cg)&H=(cd-af)\\C=(dh-eg)&F=(bg-ah)&K=(ae-bd)\!\,.\end{matrix}}}